# Pennsylvania Avenue (Washington)

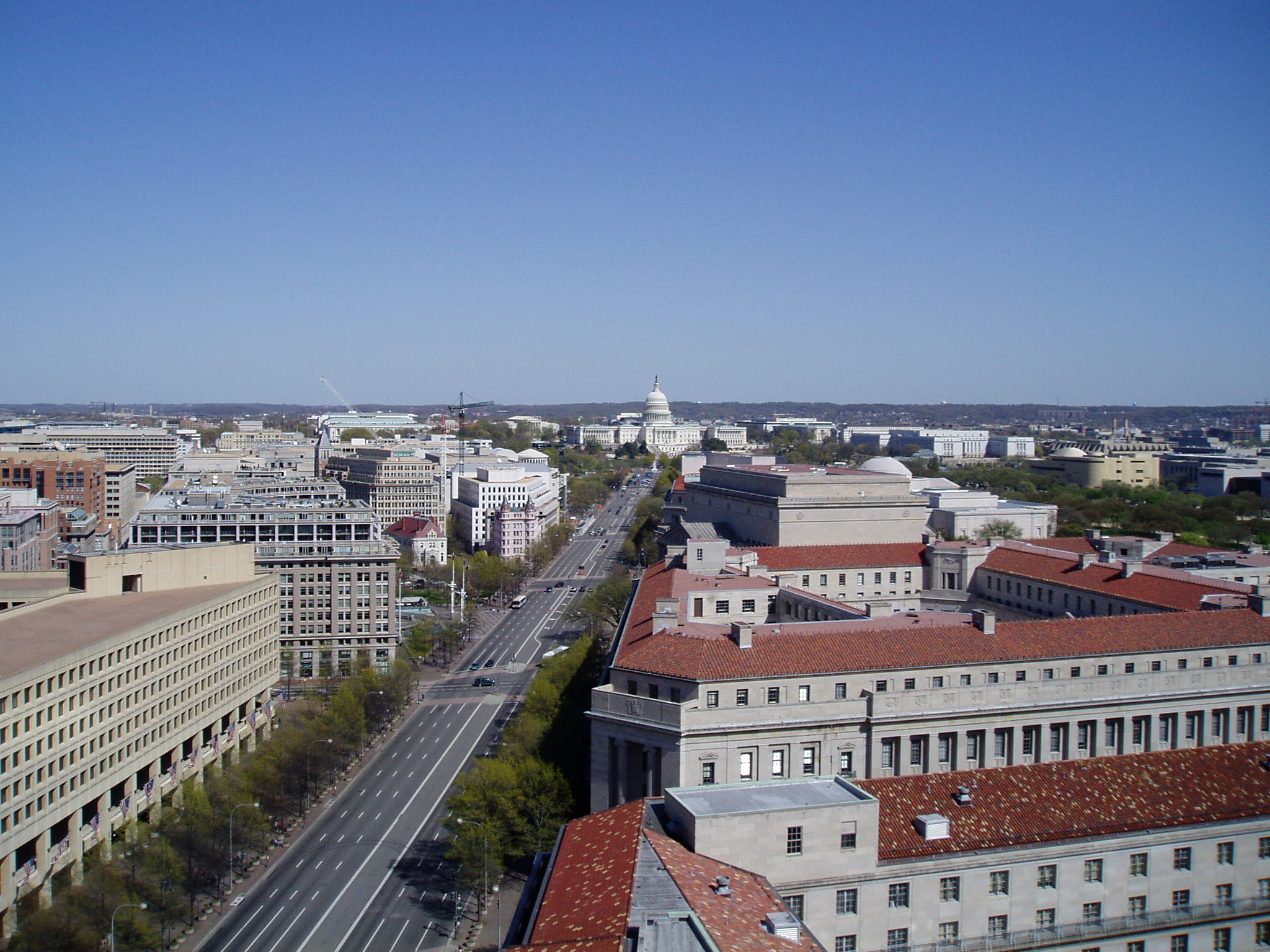
Pennsylvania Avenue in de richting van het Capitool (2006)

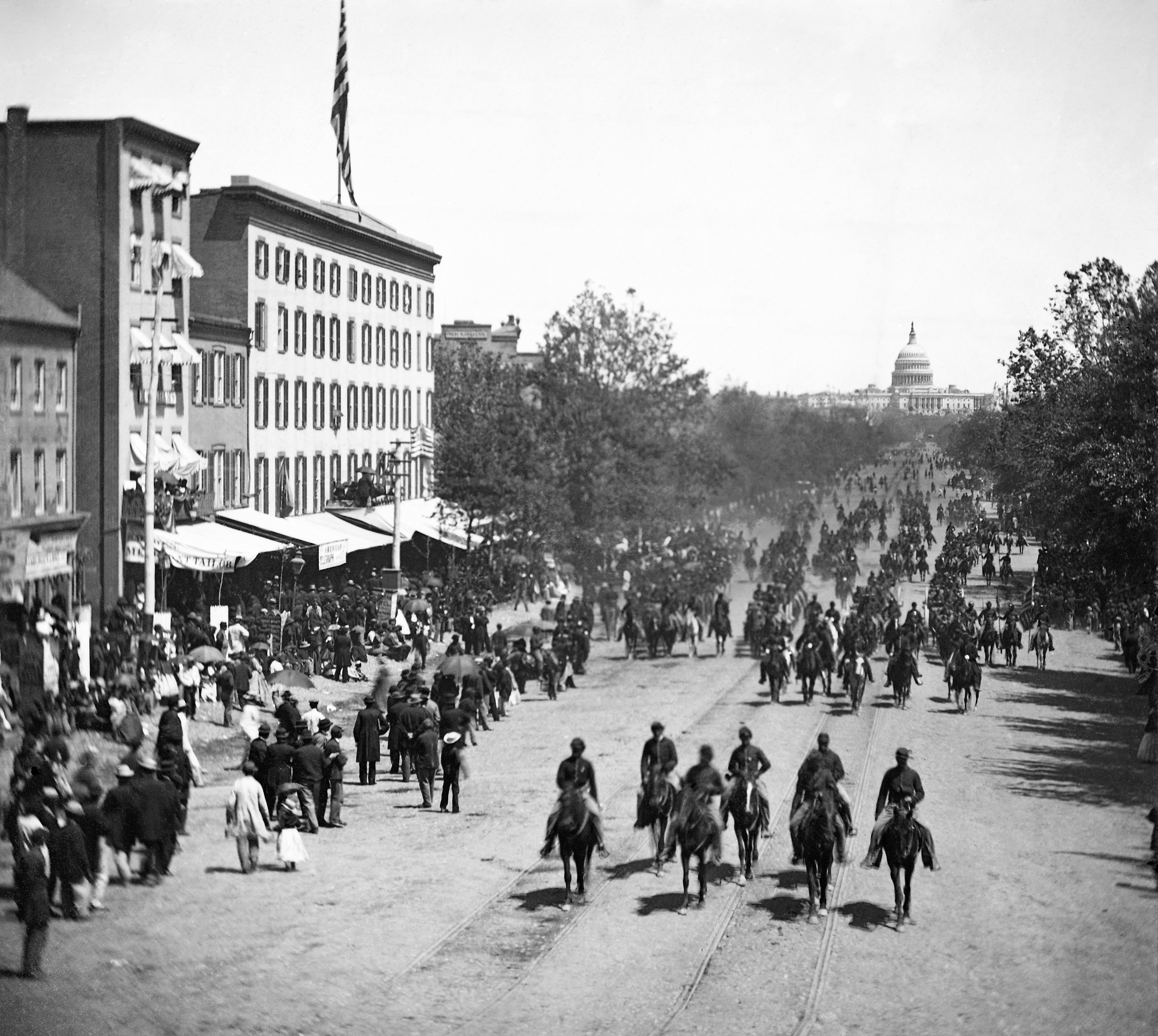
Pennsylvania Avenue in 1865

Pennsylvania Avenue is een van de hoofdstraten in de Amerikaanse hoofdstad Washington en is vooral bekend als de straat waar het Witte Huis aan ligt (1600 Pennsylvania Avenue, NW).
Pennsylvania Avenue loopt vanaf de wijk Georgetown langs de Washington Circle, vervolgens langs het Witte Huis en dan naar het Capitool. Daarna loopt het naar de grens tussen het District of Columbia en Maryland en verder door Prince George's County. De lengte van de straat binnen Washington is ruim 11 kilometer.
Toen Pierre L'Enfant door George Washington werd aangesteld om een plan voor de nieuwe hoofdstad van de VS te ontwerpen maakte de Frans-Amerikaanse architect van Pennsylvania Avenue een van de belangrijkste en prominentste van de diagonaal lopende boulevards die de stad moesten doorkruisen. De straat was van belang omdat het de presidentiële residentie met de volksvertegenwoordiging verbond en dit feit maakte het ook dat Pennsylvania Avenue dikwijls wordt gebruikt voor parades en andere officiële functies. Zo loopt de inaugurele parade via de straat sinds Thomas Jefferson deze traditie begon door na zijn installering als president in 1805 via deze route vanaf het Capitool naar het Witte Huis te gaan.
In 1865 werd Pennsylvania eerst gebruikt voor overwinningsparades na afloop van de Amerikaanse Burgeroorlog om slechts enkele weken later gebruikt te worden voor de begrafenis van de vermoorde president Abraham Lincoln. Ook protestoptochten gebruiken de symbolisch belangrijke straat. In 1995 werd het gedeelte van Pennsylvania Avenue dat voor het Witte Huis langs loopt afgesloten voor gemotoriseerd verkeer.
In 1965 werden delen van de straat door de National Park Service uitgeroepen tot Nationaal Historische Plek als Pennsylvania Avenue National Historic Site.